# Fiat 666
L'Autocarro Unificato Fiat 666 fu un autocarro pesante italiano prodotto dalla Fiat Veicoli Industriali.

## Storia

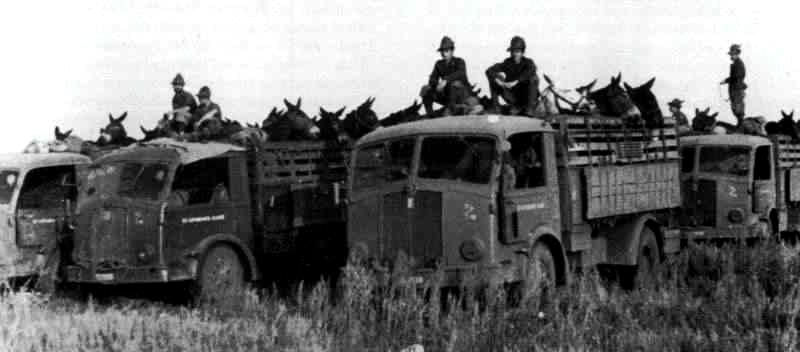
Un Fiat 666NM-RE Trasporto quadrupedi degli Alpini in Russia.

Il 666, come il corrispondente medio Fiat 626, fu prodotto dal 1940 come autocarro "Unificato": dal 1937 infatti per legge il Ministero della Guerra imponeva a tutte le case costruttrici di autocarri civili delle caratteristiche standard per quanto riguarda peso, numero degli assi, velocità e portata, al fine di semplificare la logistica in caso di requisizione da parte delle forze armate. Il 626 ed il 666, che sostituirono sulle linee di montaggio rispettivamente i Fiat 621 e Fiat 632, furono i primi autocarri della casa torinese con cabina avanzata, ovvero con il motore totalmente contenuto all'interno della cabina. Il telaio era a longheroni su due assi, con ruote anteriori direttrici e posteriori gemellate motrici, interasse di 3,85 metri e carreggiata di 1,84 metri; il motore diesel Fiat 366 a 6 cilindri da 9365 cm³ sviluppava 105 hp a 2000 giri al minuto ed era caratterizzato dall'innovativa disposizione su guide che permetteva una semplice e rapida sostituzione dal frontale. Il cambio era a 4 marce avanti ed una retro con riduttore. Esteriormente differiva dal Fiat 626 solo per le dimensioni, per la forma del parabrezza e del cassone. Il cassone, da 6260 kg di portata (il doppio del 626), poteva trasportare 20 soldati equipaggiati.
Il mezzo fu prodotto dal 1940 al 1945 nelle versioni diesel 666N (Nafta) civile e NM (Nafta Militare) per le forze armate. Nel 1943 venne omologata la versione a BM a benzina per uso militare, ma gli eventi armistiziali impedirono l'entrata in produzione.
La versione civile, disponibile anche come telaio per l'allestimento di autobus, ebbe enorme successo, venendo prodotto anche nel dopoguerra come Fiat 666N7, per un totale di 8000 esemplari.

## Impiego militare
Il Fiat 666 venne largamente acquisito dalle forze armate italiane: la versione N-RE per il Regio Esercito e quella N-RA per la Regia Aeronautica vennero acquisite in diversi allestimenti, quali quello Autobus, Autofficina, Autocisterna, Autopompa, Trasporto quadrupedi, portacarri con rimorchi Viberti e Bartoletti. Dopo l'Armistizio di Cassibile vengono prodotti 79 NM per i tedeschi che occupavano gli impianti Fiat nel nord-Italia. Tra gli esemplari in dotazione alle forze della Repubblica Sociale Italiana, esistono prove di almeno un 666 blindato artigianalmente dall'arsenale di Piacenza, dotato di torretta armata con un cannone antiaereo Scotti-Isotta-Fraschini 20/70 ed in dotazione alla Guardia Nazionale Repubblicana. Il suo grosso motore aveva un difetto che lo rese fatale nella triste campagna di Russia, aveva l'iniezione indiretta (precamera tipo Ricardo). L'avviamento era molto difficoltoso a basse temperature, anche se il gasolio veniva mischiato con la benzina per non farlo gelare.

## Fiat 665NM
Nel 1941 viene sviluppata la versione militare a trazione integrale del Fiat 666NM diesel. Il mezzo mantiene la massima comunalità con la versione a trazione posteriore ed entrò in produzione per le forze armate nel 1942. Dopo l'armistizio, due esemplari vennero prodotti per la Wehrmacht.
Da questo modello, nel 1942 fu realizzata la versione trasporto truppe blindata, denominata Fiat 665NM protetto o scudato, impiegato contro i partigiani jugoslavi prima ed in Italia settentrionale poi. Non andò oltre allo stato di semiprototipo.

## Caratteristiche tecniche
| Modello                                                     | Anni di produzione | Tipo di motore | Cilindrata cm³ | Potenza             | P.T.T. (in tonnellate) |
| ----------------------------------------------------------- | ------------------ | -------------- | -------------- | ------------------- | ---------------------- |
| Fiat 665NM - autocarro, diesel militare, 4×4                | 1942 - 1944        | Fiat 366       | 9365           | 110 a 2000 giri/min | 12,4                   |
| Fiat 666N - autocarro, autobus diesel                       | 1939 - 1946        | Fiat 366       | 9365           | 100 a 2000 giri/min | 12,2                   |
| Fiat 666NM-RA - autocarro, autobus diesel militare          | 1940 - 1945        | Fiat 366       | 9365           | 105 a 2000 giri/min | 12                     |
| Fiat 666NM-RE - autocarro, autobus diesel militare          | 1940 - 1945        | Fiat 366       | 9365           | 95 a 2000 giri/min  | 12                     |
| Fiat 666N7 - autocarro, autobus diesel ad iniezione diretta | 1946 - 1948        | Fiat 366/345   | 9365           | 113 a 2000 giri/min | 13,4                   |

## Galleria d'immagini

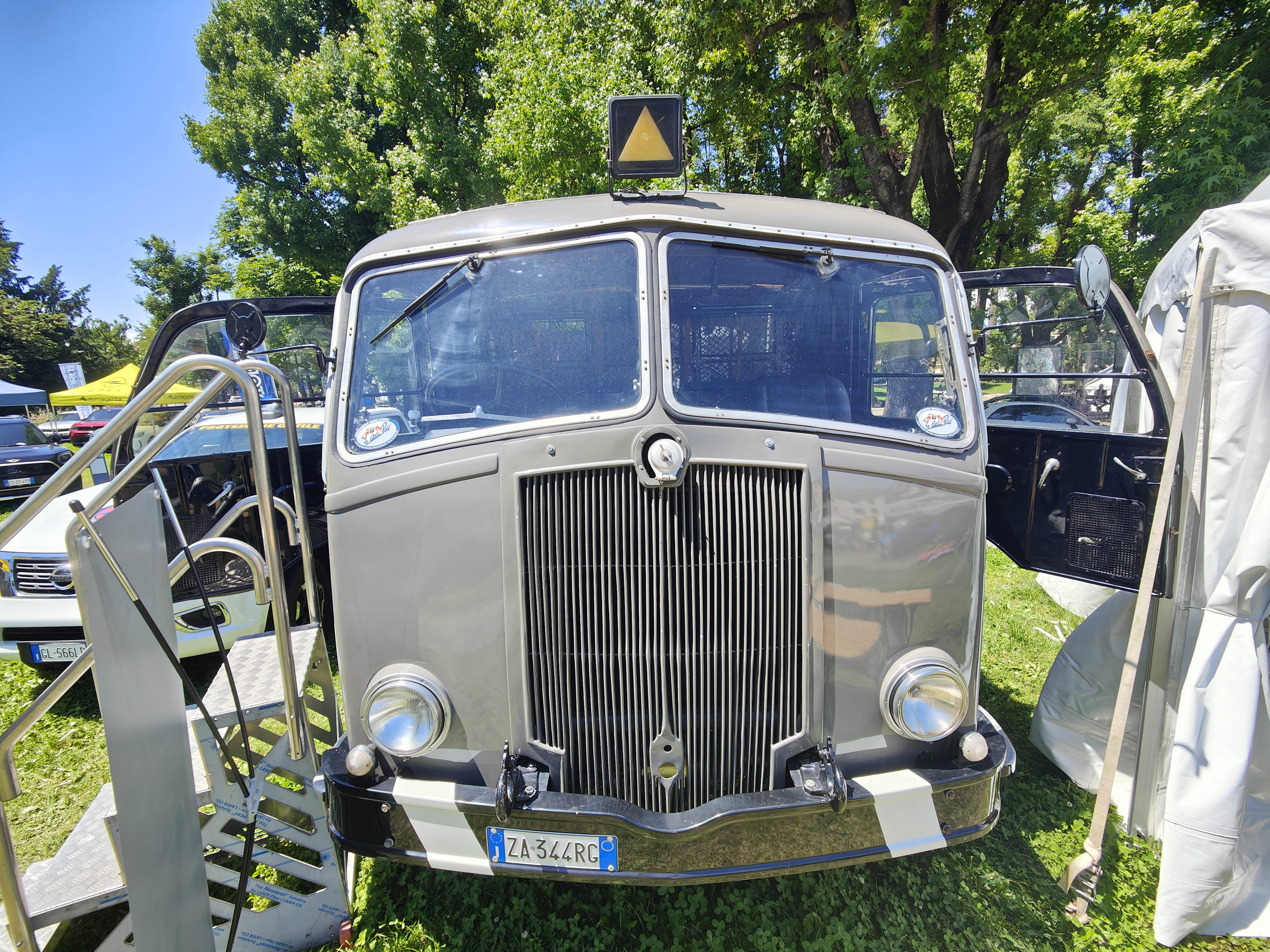
Esemplare del 1947, collezione Marazzato, esposto a Vercelli durante la manifestazione "Fattoria in città" 2024
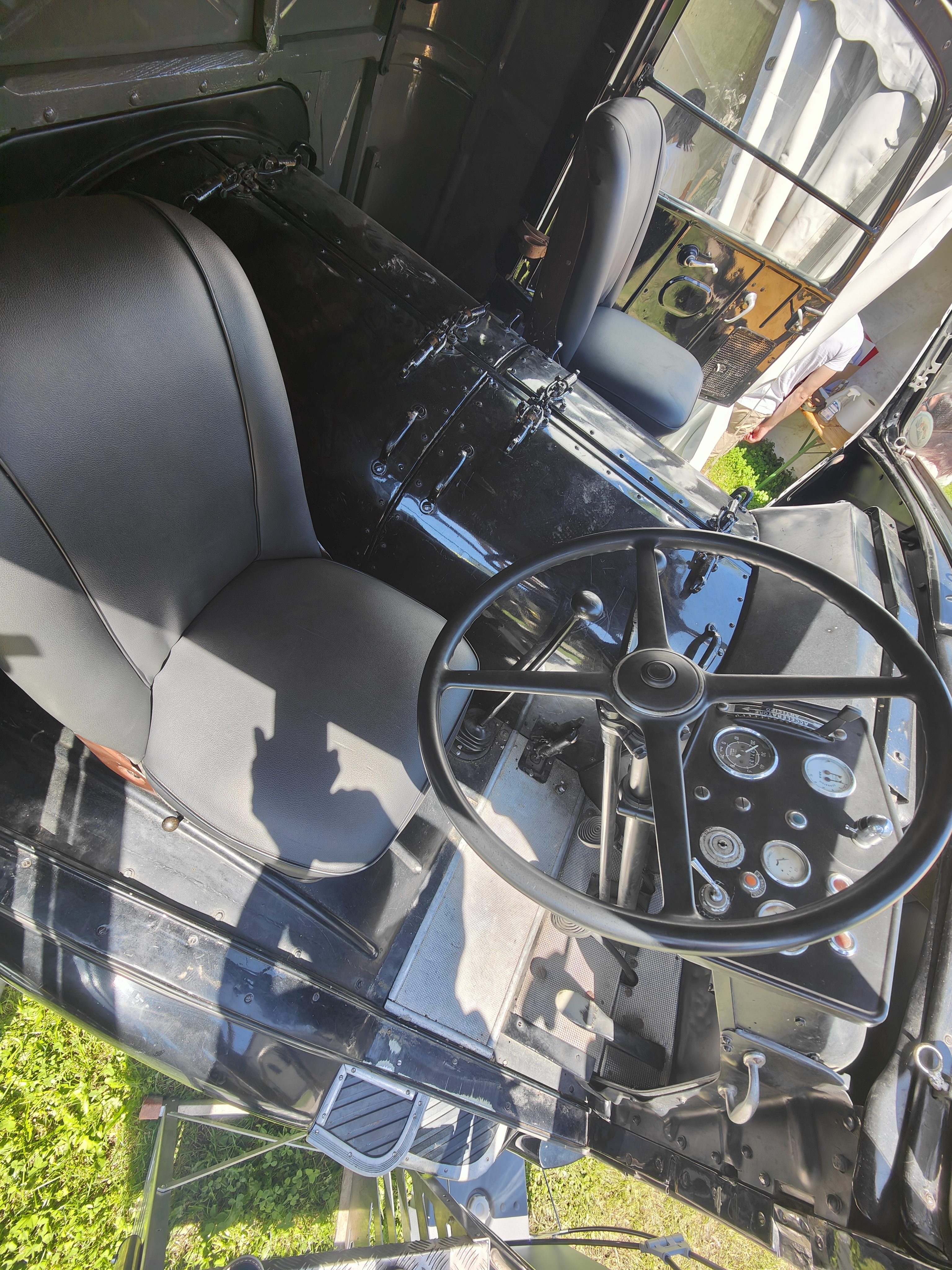
Cabina del camion Fiat 666 N7
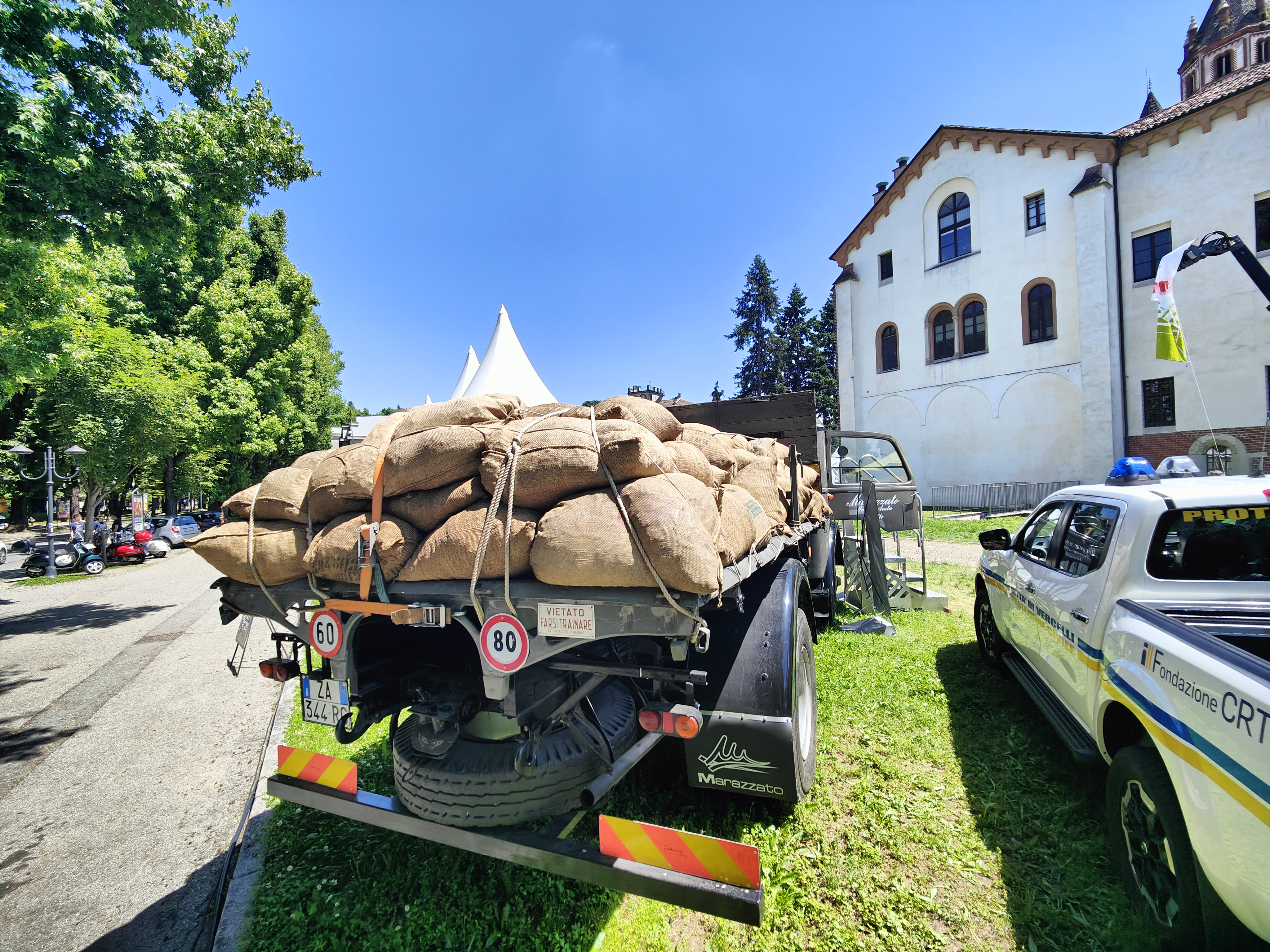
La parte posteriore con finti sacchi di riso
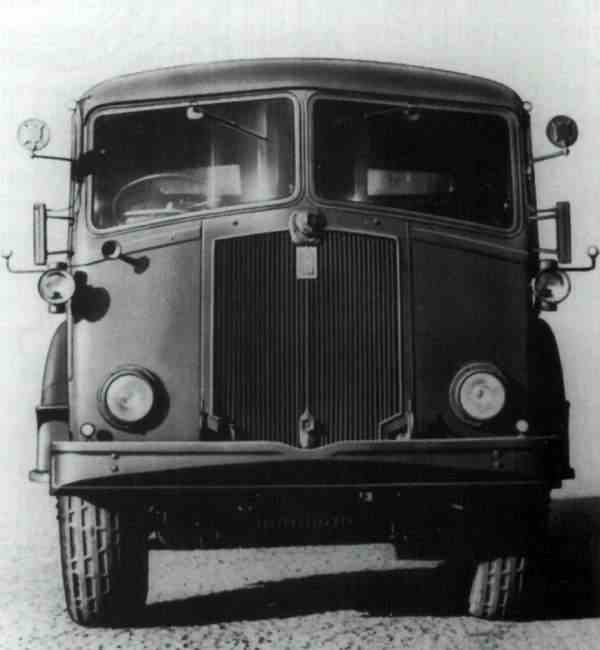
Un Fiat 665NM, riconoscibile dai parascocca.